# 埃氏康尼麗魚
埃氏康尼麗魚（学名：Konia eisentrauti）為輻鰭魚綱鱸形目隆頭魚亞目慈鯛科的其中一種，被IUCN列為極危保育類動物，分布於非洲喀麥隆西部Barombi湖流域，體長可達9.3公分，棲息在湖泊，以藻類、昆蟲、魚卵等為食，生活習性不明。

## 擴展閱讀
維基物種上的相關：埃氏康尼麗魚